# Muzej umetnosti Bahia
Muzej umetnosti Bahia (portugalsko Museu de Arte da Bahia) je muzej v Salvadorju de Bahia v Braziliji. Ta muzej je eden najstarejših muzejev v državi Bahia in eden od prvih desetih muzejev, ustanovljenih v Braziliji. Ustanova, ustanovljena po modelu enciklopedičnega muzeja pod imenom Državni muzej, se je pojavila kot skladišče zgodovinske, etnografske in znanstvene dediščine Bahie, ki se je v naslednjih desetletjih postopoma specializirala kot muzejski prostor, posvečen vizualni in dekorativni umetnosti.

## Zgodovina
Muzej je bil ustanovljen za ohranjanje zgodovinske in etnografske dediščine Salvadorja de Bahie, sčasoma pa se je osredotočil na razširitev svojega kataloga umetniških zbirk.
Muzej je bil ustanovljen 23. julija 1918 pod imenom Museu do Estado da Bahia. Ustanovljen z zakonom št. 1255 v času vlade Antônia Muniza Sodréja de Aragãoa je bil prva muzejska ustanova v Bahii in ena od prvih desetih v Braziliji. V prvih desetletjih svojega obstoja je državni muzej deloval kot priloga javnemu arhivu Bahia (ustanovljen leta 1890). Takrat ni imel današnjega profila vizualnega muzeja, temveč enciklopedičnega muzeja, zgodovinsko-naravoslovnega značaja, ki združuje raznoliko zbirko, ki jo sestavljajo gravure, pohištvo, numizmatika, etnološke zbirke in predmeti, povezani z naravoslovjem.
Zbirka Državnega muzeja, ki je bila razdeljena na tri glavne sklope (etnološki, numizmatični in zgodovinski), se je začela postopoma širiti z nakupi in donacijami. Leta 1925 je bila z odločitvijo vlade Góisa Calmona zbirka Jonathasa Abbotta, ki je bila do takrat shranjena v Liceu de Artes e Ofícios, prenesena v državni muzej, s čimer je nastalo novo jedro zbirke: umetniška galerija, ki združuje dela najbolj reprezentativnih bahijskih avtorjev. Še vedno pod vlado Góisa Calmona se je muzej preimenoval v Museu da Bahia. Zbirka je bila preurejena v arhiv, muzej in numizmatični kabinet.
Leta 1930, med vlado intervencionista Bastosa do Amarala, so nove uredbe spremenile strukturo institucije. Javni arhiv je bil povišan v status inšpektorata (pod imenom Javni arhiv in inšpektorat za spomenike), umetniška zbirka pa je dobila status samostojnega organa, se izločila iz arhiva in se preimenovala v Pinacoteca do Estado da Bahia, zgodovinski muzej (etnološka, zgodovinska, naravoslovna in numizmatična zbirka) kot priloga. Toda šele naslednje leto je bila zgodovinsko-umetniška zbirka umetnostne galerije in njenega prizidka odprta za ogled javnosti, potem ko je bila postavljena v Solar Pacifico Ferreira, ki stoji na Praça Dois de Julho, v soseski Campo Grande, na zemljišču kjer je danes, je bilo zgrajeno gledališče Castro Alves. Še leta 1931 je bila odprta muzejska knjižnica.
Od leta 1939 naprej je Pinakoteko in Museu do Estado da Bahia začel voditi zgodovinar in umetnostni kritik José Antônio do Prado Valladares. Njegovo vodenje, ki je trajalo vse do njegove smrti leta 1959, je imelo velik pomen za utrditev ustanove kot muzeja upodabljajočih umetnosti, pa tudi za poenotenje njenih funkcij in za njeno projekcijo na nacionalni ravni. Valladares je bil odgovoren za prve sistematične kataloške dejavnosti zbiranja in urejanja muzeološke in zgodovinske dokumentacije.
Leta 1943 je bila muzejska zbirka znatno obogatena s pridobitvijo velike zbirke dekorativne umetnosti, ki jo sestavljajo pomembni kosi bahianskega pohištva, orientalskega in evropskega porcelana, kristalov, zlatarstva, srebrnine, orodij, verskih skulptur in slik, ki so bile je pripadal nekdanjemu guvernerju Góesu Calmonu.
Leta 1982 se je muzej preselil v palačo Vitória, stavbo v neokolonialnem slogu. Prenos ustanove, dolgoletna zahteva muzejskega osebja in lokalne umetniške skupnosti, se je zgodil po dolgotrajni prenovi palače, katere cilj je bil prilagoditi muzejskim potrebam. Palača Vitória je bila prej uporabljena kot sedež ministrstva za izobraževanje.
Leta 1991 je vodenje MAB prevzela muzeologinja Sylvia Athayde, ki je na tem mestu ostala do danes. Pod njenim vodstvom je bil muzej po dveh letih prekinitve delovanja znova odprt. Izvedena je bila obsežna prenova notranjih prostorov in fasade objekta ter na novo zgrajeno električno in hidravlično omrežje. Administracija Athayde je prav tako zasnovala novo muzeografsko usmeritev in vzpostavila dva neodvisna razstavna kroga v prostorih, namenjenih stalni zbirki. Athayde je koordinirala restavratorska dela na delih iz zbirke, ki je zajemala 90 % zbirke del na papirju, 50 % zbirke slik in nekaj pomembnih kosov iz zbirk kipov, pohištva in porcelana. Leta 1994 je muzej v začasne razstavne prostore namestil klimatsko napravo in opremo za uravnavanje vlažnosti, s čimer je prostor prilagodil mednarodnim kriterijem za gostovanje potujočih razstav.
Leta 2019 je Brazilski regionalni muzeološki svet muzeju podelil medaljo »Diploma in medalja za muzeološke zasluge«.
Leta 2020 se je muzej pridružil platformi Google Arts & Culture, v kateri je bila v notranjost muzeja dodana prilagojena različica Google Street View.
MAB gosti stalne in občasne razstave ter organizira številne kulturne dejavnosti, kot so tečaji, konferenčni cikli, glasbeni nastopi in filmske projekcije.

## Stavba
Na zemljišču, kjer je danes sedež MAB-a, je v začetku 19. stoletja stal dvorec, zgrajen na željo premožnega trgovca s sužnji Joséja de Cerqueira Lime. Potem ko ga je leta 1858 prevzel Francisco Pereira de Almeida Sebrão, je bil dvorec preoblikovan v Colégio São José, institucijo velikega pomena v zgodovini pedagoškega in kulturnega razvoja Bahie. Leta 1879, ki ga je pridobila vlada, se je dvorec začel uporabljati kot uradna rezidenca predsednikov province. Po razglasitvi republike leta 1889 se je nadaljevala kot uradna rezidenca pod imenom Palácio dos Governadores. V času vlade Góisa Calmona (1924-1927) je bil dvorec v slabem stanju porušen.
Še pod vlado Góisa Calmona se je začela gradnja sedanje stavbe v armiranobetonskem in neokolonialnem slogu, ki naj bi služila kot sedež Ministrstva za izobraževanje in zdravje. Posebej omembe vredna so vrata iz 17. stoletja iz kamna in izrezljanega lesa, ki izvirajo iz leta 1674 in prihajajo iz Solar João de Aguiar Matos. Opremljena z okvirjem iz peščenjaka, ki tvori zasnovo pletenic in zatrepa z volutami, je vhod opremljen z monumentalnimi vrati iz palisandra in lesa vinske trte, izrezljanimi in okrašenimi z motivi pravokotnih plošč in reliefnimi maskami. Drug pomemben izvirni element je stopniščna ograja častnega stopnišča, ki prihaja iz starega samostana Santo Antônio do Paraguaçu v Recôncavo Baianu, sestavljena iz delov mreže, z obrnjenimi stebri in izrezljanimi figurami, ki so precej reprezentativne za baročno rezbarjenje.
V notranjih prostorih dveh etaž stavbe izstopa dekoracija s ploščicami. Dvorana v pritličju je obložena s klesanimi modro-belimi ploščicami iz 19. stoletja. Po dvorani je raztresen niz marmornih kipov, vključno s štirimi alegoričnimi deli, ki so prvotno krasile ograjo Mestnega trga v bližini dvigala Lacerda. Avditorij je pokrit s ploščicami v neoklasicističnem slogu, ki jih je verjetno izdelala Real Fábrica do Rato de Lisboa in predstavljajo ovalne medaljone s pokrajinami in bukoličnimi prizori, obdanimi z girlandami, ter drugimi rumenimi in belimi ploščami iz ploščic, ki prihajajo iz Fábrica das Devesas do Porto, prav tako iz 19. stoletja. Sejna soba je okrašena s ploščami iz portugalskih ploščic iz 17. stoletja v vzorcu 'preproge', v rumeni, modri in beli barvi.

## Zbirke
Precejšen del zgodovinsko-umetniške dediščine, ki je trenutno shranjen v Muzeju umetnosti Bahia, izvira iz zbirke umetnin Jonathasa Abbotta, angleškega zdravnika, ki je živel v Salvadorju v prvi polovici 19. stoletja. Pomemben zbiratelj Abbott je v dolgih desetletjih zbral skoraj 400 kosov, večinoma slik. Tuja dela so bila verjetno pridobljena med Abbottovim bivanjem v Evropi, leta 1820, med 1830 in 1832 ter med 1852 in 1853. V zvezi z brazilsko umetnostjo se je Abbott posvetil pridobivanju del bahijske slikarske šole (platna in plošče Joséja Joaquima da Rocha, Joséja Teófila de Jesusa, Franca Velasca itd.), ki predstavljajo redek, če ne edinstven primer, zbirateljstva, osredotočenega na umetnost iz brazilskega kolonialnega obdobja v 19. stoletju - s konsolidacijo akademije je bila umetniška produkcija kolonialnih časov dolgo časa prezrta ali potisnjena v stanje manjvredne umetniške kulture, razmere, ki se bodo šele začele sprememba po delovanju prve generacije modernistov.
Muzej ima 5000 umetniških del, vključno z verskimi skulpturami, slikami, keramiko, fotografijami, dokumenti in umetninami na steklu. Muzej vsebuje predmete dekorativne umetnosti brazilskega, orientalskega in evropskega izvora. 
Muzej vključuje umetniška dela brazilskih umetnikov Joséja Teófila de Jesusa, Joséja Joaquima da Rocha, Alberta Valençe, Mendonçe Filha in Presciliana Silve.
Muzej ima knjižnico z 12.000 knjigami in umetniškimi eksponati. Muzej hrani tudi zbirke zgodovinarja Góisa Calmona.
Med muzejskimi zbirkami so ploščice iz 19. stoletja in različne starine. 
Leta 2017 je muzej organiziral razstavo likovnih del Judite Pimentel.
Muzej ima tudi zbirko kipov iz marmorja.

## Galerija
- Dve tančici, Manuel Lopes Rodrigues
- Sveti Janez Nepomuk, Italijanski (florentinski) slikar iz 1. polovice 17. stoletja
- América, José Teófilo de Jesus